# Lorenzo Acquarone
Lorenzo Acquarone (né le 25 février 1931 à Vintimille et mort le 24 mars 2020  à Gênes) est un avocat, professeur de droit et homme politique italien. 

## Biographie
Né le 25 février 1931 à Vintimille, Lorenzo Acquarone est diplômé en droit et devient avocat et professeur d'université. En tant que membre du Parti populaire italien, il est élu à la Chambre des députés pour trois législatures. En 2002, il  participe à la formation de la nouvelle entité politique appelée Margherita ou La démocratie est la liberté - La Marguerite, mais en septembre 2003, il décide de quitter le parti pour rejoindre le populaire-UDEUR.
Le 27 décembre 2007, Acquarone reçoit l'Ordre du Mérite de la République italienne. 
Acquarone meurt à l'âge de 89 ans le 24 mars 2020 du COVID-19, lors de la pandémie de coronavirus de 2020 en Italie.